# Warp Speed Warriors
Warp Speed Warriors è il nono album in studio del gruppo musicale britannico DragonForce, pubblicato nel 2024.

## Tracce
1. Astro Warrior Anthem – 6:50 (testo: Sam Totman – musica: Totman)
2. Power of the Triforce – 3:53 (testo: Totman – musica: Totman)
3. Kingdom of Steel – 4:45 (testo: Totman – musica: Totman)
4. Burning Heart – 5:55 (testo: Totman, Thomas Josefsson – musica: Totman, Josefsson)
5. Space Marine Corp – 6:17 (testo: Totman – musica: Totman)
6. Prelude to Darkness – 0:52 (testo: Instrumental – musica: Totman)
7. The Killer Queen – 5:49 (testo: Totman, Josefsson – musica: Totman)
8. Doomsday Party – 5:14 (testo: Totman – musica: Totman)
9. Pixel Prison – 6:42 (testo: Totman – musica: Totman, Coen Janssen)

Traccia Bonus Edizione CD
1. Wildest Dreams (DragonForce's Version) (Taylor Swift cover) – 2:50 (Taylor Swift, Max Martin, Shellback)

## Formazione
- Marc Hudson – voce, cori
- Herman Li – chitarra, cori
- Sam Totman – chitarra, cori
- Alicia Vigil – basso, cori
- Gee Anzalone – batteria, cori
- Coen Janssen – tastiera